# Pittsfield (Massachusetts)

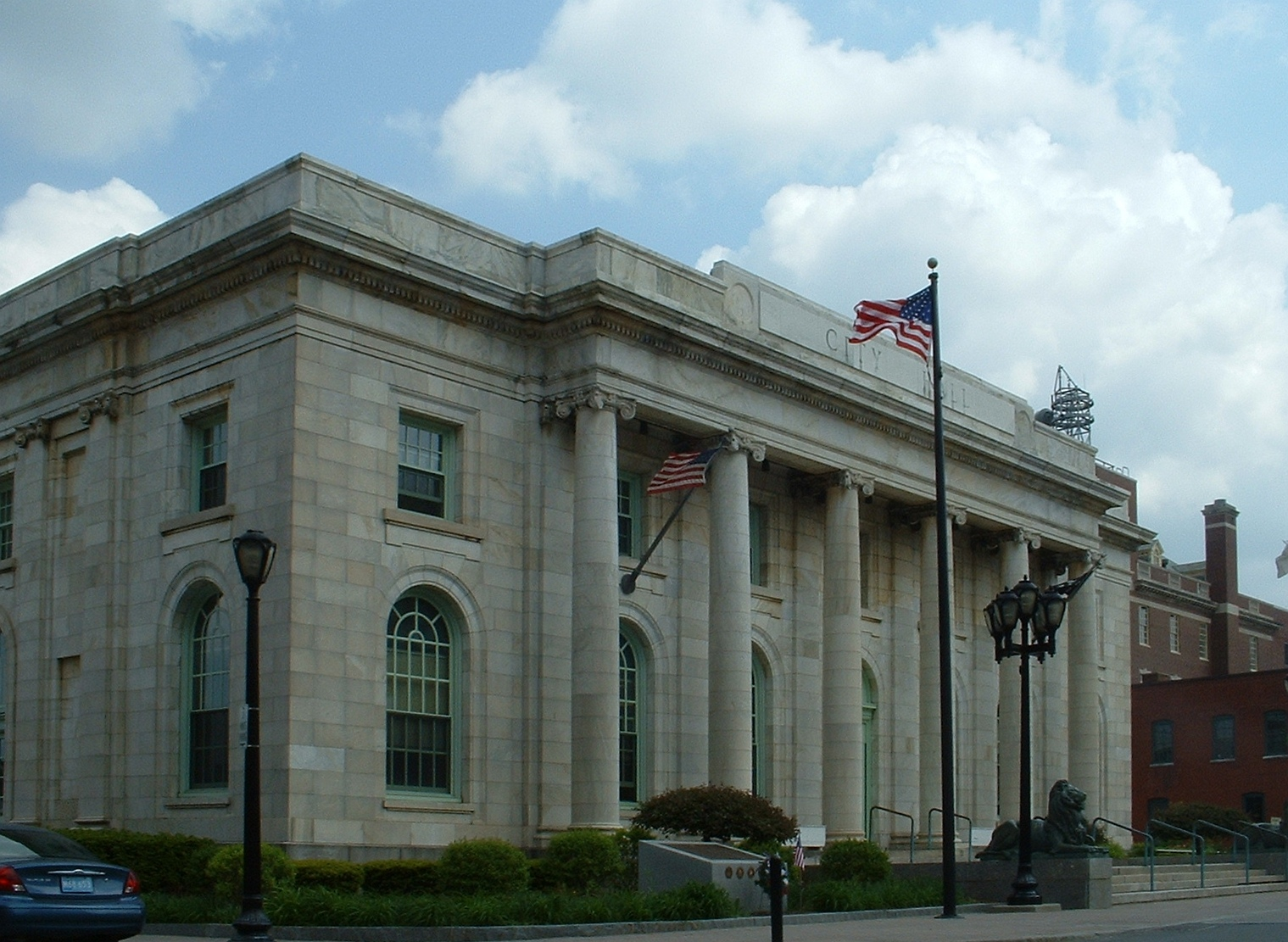
Stadhuis van Pittsfield

Pittsfield is een city in het westen van de Amerikaanse staat Massachusetts. De stad is de hoofdplaats van Berkshire County.

## Demografie
Bij de volkstelling in 2000 werd het aantal inwoners vastgesteld op 45.793.
In 2006 is het aantal inwoners door het United States Census Bureau geschat op 43.497, een daling van 2296 (-5,0%).

## Geografie
Volgens het United States Census Bureau beslaat de plaats een oppervlakte van 109,6 km², waarvan 105,5 km² land en 4,1 km² water.

## Plaatsen in de nabije omgeving
De onderstaande figuur toont nabijgelegen plaatsen in een straal van 24 km rond Pittsfield.

## Geboren
- William Miller (1782-1842), baptist en predikant
- Charles McCarry (1930-2019), auteur
- Martha Coakley (1953), politica
- Adrian Pasdar (1965), acteur, regisseur
- Ken Casey (1969), muzikant
- Elizabeth Banks (1974), actrice

## Partnersteden
- Ballina, Ierland
- Cava de' Tirreni, Italië
- Cheongju, Zuid-Korea
- Malpaisillo, Nicaragua